# Saint-Germain-du-Seudre
Saint-Germain-du-Seudre település Franciaországban, Charente-Maritime megyében. Lakosainak száma 406 fő (2022. január 1.). Saint-Germain-du-Seudre Brie-sous-Mortagne, Champagnolles, Gémozac, Saint-Fort-sur-Gironde, Virollet és Floirac községekkel határos.

## Népesség
A település népessége az elmúlt években az alábbi módon változott:
| Lakosok száma | 399  | 363  | 330  | 372  | 363  | 427  | 433  | 427  | 413  | 406  |
|               | 1968 | 1982 | 1999 | 2006 | 2011 | 2015 | 2017 | 2018 | 2020 | 2022 |